# Baenã
Baenã (Baenan, Baenán; narod Itajú), izolirana etnolingvistička porodica američkih Indijanaca iz Bahije, Brazil. Danas su nastanjeni na rezervatu Caramuru-Paraguaçu zajedno s plemenima Kamakã, Kiriri-Sapuyá, Hã hã hãe, Tupinambá, Guerém i Pataxó. Pleme i jezik baenan (nestao) jedini su član porodice.
Posljednji poznati govornik živio je u Bahiji 1940.-te.

## Vanjske poveznice
- Lengua Baénan